# Tom Poes en de dief van Dagbad
Tom Poes en de dief van Dagbad is een ballonstripverhaal uit de Tom Poes-reeks. Het verhaal stond eerst in afleveringen in de Donald Duck, in de nummers 40 tot en met 48 van 1959. Eerdere publicatie was in 1954 in het weekblad Wereldkroniek, nummer 12 t/m 25. In 1983 verscheen het bij Oberon als album met nummer 26.

## Verhaal
Op een dag krijgt Heer Bommel op Bommelstein bezoek van een onbekende marskramer, die hem een nieuwe loper schenkt, iets waar Heer Bommel net naar op zoek was. Maar dan vertelt de marskramer dat zijn huidige beroep dat van dief is en dat alles wat hij in zijn mars heeft zitten – inclusief de net verkochte loper – is gestolen. Heer Bommel is diep verontwaardigd en staat erop dat alle gestolen waar teruggaat naar de rechtmatige eigenaar.
Op de loper (die tevens een vliegend tapijt is) reizen de marskramer, Heer Bommel en Tom Poes naar Dagbad, de plaats waar de marskramer vandaan komt. De loper blijkt toe te behoren aan de tovenaar Olaf, die in Dagbad momenteel aan de macht is. In werkelijkheid heeft de tovenaar het bewind echter overgenomen van de sultan en diens paleis in een mars veranderd. De sultan doet zich nu vermomd voor als de "dief van Dagbad". Door al rondzwervend steeds meer spullen in zijn mars te verzamelen, maakt hij de toverkracht van de mars steeds groter.
Uiteindelijk lukt het om de mars weer in een paleis te veranderen, waardoor de sultan zijn macht over Dagbad terugkrijgt. Tom Poes en Heer Bommel keren terug naar Rommeldam, op de loper die ze van de sultan mogen houden.

## Achtergronden
- Net als sommige andere Tom Poes-verhalen speelt dit verhaal zich af in een fictief land dat sterk aan het Midden-Oosten doet denken. De naam Dagbad is een anagram van Bagdad.
- De uitdrukking "veel in zijn mars hebben" wordt hier volkomen letterlijk genomen.